# فيت هيلمر

فيت هيلمر (بالألمانية: Veit Helmer) (و. 1968  م) هو مخرج أفلام، ومنتج أفلام، وكاتب سيناريو ألماني، ولد في هانوفر.

## التعليم
تعلم في جامعة التلفاز والأفلام في ميونخ ‏.

## وصلات خارجية
- فيت هيلمر على موقع IMDb (الإنجليزية)
- فيت هيلمر على موقع مونزينجر (الألمانية)
- فيت هيلمر على موقع قاعدة بيانات الأفلام العربية
- فيت هيلمر على موقع ألو سيني (الفرنسية)
- فيت هيلمر على موقع أول موفي (الإنجليزية)
- فيت هيلمر على موقع قاعدة بيانات الأفلام السويدية (السويدية)
- فيت هيلمر على موقع قاعدة بيانات الفيلم (الإنجليزية)
- فيت هيلمر على موقع كينوبويسك (الروسية)